# Robu Kajitani
Robu Kajitani (japanisch 梶谷 桜舞 Kajitani Robu; * 27. Januar 1994 in Ōita) ist eine japanische Tennisspielerin.

## Karriere
Kajitani spielte vor allem auf Turnieren der ITF Women’s World Tennis Tour, bei denen sie fünf Titel im Doppel gewonnen hat.
2015 erhielt sie mit ihrer Partnerin Aiko Yoshitomi eine Wildcard für das Hauptfeld im Damendoppel der Ando Securities Open Tokyo, wo die beiden mit einem Sieg über Mana Ayukawa und Riko Sawayanagi in die zweite Runde einzogen, dort aber gegen die topgesetzten Shūko Aoyama und Makoto Ninomiya mit 6:73 und 2:6 verloren.
2016 erhielt sie im Mai zusammen mit Partnerin Aiko Yoshitomi eine Wildcard für das Hauptfeld im Damendoppel der Kangaroo Cup International Ladies Open, wo die beiden aber bereits in der ersten Runde gegen An-Sophie Mestach und Storm Hunter mit 1:6 und 2:6 verloren. Für das in der darauf folgenden Woche veranstaltete Fukuoka International Women’s Tennis erhielten die beiden wieder eine Wildcard, verloren aber ebenfalls bereits in der ersten Runde gegen Mana Ayukawa und Yūki Tanaka mit 0:6 und 2:6. Eine Woche später qualifizierte sie sich mit Makoto Ninomiya für das Hauptfeld im Damendoppel der Kurume Best Amenity Cup International Women’s Tennis, wo die beiden mit einem 6:0 und 6:3 Sieg über Sari Baba und Risa Hasegawa ins Viertelfinale einzogen, dort aber gegen Hsu Ching-wen und Xenija Lykina mit 1:6 und 5:7 verloren. Im November erhielt sie mit Erina Hayashi ebenfalls eine Wildcard für das Hauptfeld im Damendoppel bei den Ando Securities Open Tokyo, wo die beiden gegen Nao Hibino und Akiko Ōmae mit 4:6 und 6:72 verloren. In der Woche darauf bei der Dunlop Srixon World Challenge verlor sie mit Partnerin Miki Miyamura ebenfalls bereits in der ersten Runde gegen Akari Inoue und Miyabi Inoue mit 2:6 und 3:6.
2017 gewann sie bei der Sommer-Universiade im Damendoppel zusammen mit Erina Hayashi sowie mit der japanischen Mannschaft zwei Bronzemedaillen.
2018 qualifizierte sie sich mit ihrer Partnerin Han Na-lae für das Hauptfeld im Damendoppel der Kangaroo Cup International Ladies Open Tennis, wo die beiden aber ihr Erstrundenmatch gegen Erina Hayashi und Moyuka Uchijima mit 4:6 und 4:6 verloren.
2019 erhielt sie zusammen mit Partnerin Megumi Nishimoto eine Wildcard für das Hauptfeld im Damendoppel der Shimadzu All Japan Indoor Tennis Championships, wo die beiden gegen Junri Namigata und Peangtarn Plipuech ihre Erstrundenpartie mit 2:6 und 6:79 verloren. Im September erreichte sie mit Partnerin Miharu Imanishi das Viertelfinale der Darwin Tennis International.
2020 erhielt sie mit Partnerin Miharu Imanishi eine Wildcard für das Hauptfeld im Damendoppel der Shimadzu All Japan Indoor Tennis Championships, wo die beiden gegen Indy de Vroome und Wang Xinyu mit 2:6 und 2:6 verloren.
2023 trat sie zusammen mit Akari Inoue mit einer Wildcard ausgestattet bei den Kurume U.S.E Cup International Women’s Tennis an, wo die beiden in der ersten Runde mit 1:6 und 4:6 gegen Aoi Itō und Erika Sema verloren.

## Turniersiege

### Doppel
| Nr. | Datum         | Turnier    | Kategorie   | Belag     | Partnerin       | Finalgegnerinnen                | Ergebnis         |
| --- | ------------- | ---------- | ----------- | --------- | --------------- | ------------------------------- | ---------------- |
| 1.  | 26. März 2016 | Nishi-Tama | ITF $10.000 | Hartplatz | Mihoki Miyahara | Momoko Kobori Chihiro Muramatsu | 4:6, 6:2, [10:6] |
| 2.  | 1. Juli 2016  | Gimcheon   | ITF $10.000 | Hartplatz | Akiko Ōmae      | Jung So-hee Park Sang-hee       | 5:7, 6:4, [10:5] |
| 3.  | 13. Juli 2018 | Nonthaburi | ITF $25.000 | Hartplatz | Lee Pei-chi     | Guo Hanyu Peangtarn Plipuech    | 6:4, 6:2         |
| 4.  | 6. Juli 2019  | Hua Hin    | ITF W15     | Hartplatz | Aiko Yoshitomi  | Lou Brouleau Ayaka Okuno        | 6:4, 6:2         |
| 5.  | 7. März 2020  | Yokohama   | ITF W25     | Hartplatz | Naho Satō       | Erina Hayashi Kanako Morisaki   | 1:6, 6:4, [10:8] |